# Stare Miasto (województwo podkarpackie)
Stare Miasto – wieś w Polsce położona w województwie podkarpackim, w powiecie leżajskim, w gminie Leżajsk. 
Miejscowość jest siedzibą rzymskokatolickiej parafii św. Andrzeja Boboli należącej do dekanatu Leżajsk I w archidiecezji przemyskiej.
| SIMC    | Nazwa        | Rodzaj    |
| ------- | ------------ | --------- |
| 0654026 | Baje         | część wsi |
| 0654032 | Błonie       | część wsi |
| 0654049 | Krzywa Ulica | część wsi |
| 0654055 | Na Lądzie    | część wsi |
| 0654061 | Rynek        | część wsi |

Wieś królewska położona na przełomie XVI i XVII wieku w powiecie przemyskim ziemi przemyskiej województwa ruskiego, w drugiej połowie XVII wieku należała do starostwa leżajskiego. W latach 1975–1998 miejscowość położona była w województwie rzeszowskim.
Na jej miejscu do 1524 znajdowała się lewobrzeżna część Leżajska, wzmiankowanego w 1346 i lokowanego w 1397, przeniesionego później w inne miejsce. W XVI-XVIII w. w sąsiednim Leżajsku (pod Starym Miastem) funkcjonował port rzeczny na Sanie, z warsztatami szkutniczymi, spichlerzami oraz innymi obiektami gospodarczymi, należącymi do bernardynów leżajskich oraz mieszczan leżajskich, także do właścicieli Łańcuta (od 1558 r.) i Rzeszowa (od 1609 r.).
Zabytki: 
- dawna cerkiew greckokatolicka z 1913, obecnie kościół parafialny,
- drewniane domy o konstrukcji zrębowej z końca XIX i początku XX w.

Przez miejscowość przebiega żółty szlak turystyczny z Sandomierza do Leżajska.
Na terenie Starego Miasta zlokalizowane są m.in. Browar Leżajsk i Hortino.